# 亞歷山德里夫卡 (瓦爾基市鎮)
49°43′36″N 35°25′53″E / 49.72667°N 35.43139°E
亞歷山德里夫卡（烏克蘭語：Олександрівка）是位於烏克蘭東部的村莊，由哈爾科夫州博霍杜希夫區的瓦爾基市鎮負責管轄。該村處於丘季夫卡河畔，始建於1861年，海拔高度175米，2001年人口682。